# 강화 전등사 약사전 현왕탱
전등사 약사전 현왕탱(傳燈寺 藥師殿 現王幀)은 인천광역시 강화군 길상면에 있는 조선시대의 불화이다. 2002년 12월 23일 인천광역시의 유형문화재 제43호로 지정되었다.

## 개요
전등사 약사전(보물 제179호)에 보존되어 있는 현왕탱인데, 이 그림은 사람이 죽은지 3일 만에 심판하는 현왕과 그 권속을 도상화한 것이다. 조선 고종 21년(1884)에 제작된 그림으로 화면은 원형구도로서 생동감을 주고 있으며 비록 색 배합은 뛰어나지 않지만 꼼꼼한 필력이 구사된 점, 현왕도의 도상적 특징을 잘 보여주고 있는 점 등 19세기 불화연구에 귀중한 자료가 된다.

## 참고 문헌
- 전등사 약사전 현왕탱 - 국가유산청 국가유산포털